# Es Pantaleu
Es Pantaleu es un islote situado a 180 metros de la costa, frente a la pequeña localidad mallorquina de San Telmo, en el término municipal de Andrach (Baleares, España). Forma parte del parque natural de la Isla Dragonera. Su superficie es de 25.000 m²; Perímetro 600 metros; Cota máxima 28 metros

## Descripción
Dentro del parque natural, el islote se zonifica como área de reserva. Red Natura 2000: LIC y ZEPA ES0000221
AANP: Área Natural de especial interés de Alto Nivel de Protección. No es de acceso ni uso público.
Lo circunda un anillo de territorio marino protegido perteneciente a la red Natura 2000 de 100 metros en la mitad de su perímetro, frente a la costa de Mallorca. 
Es el único islote del parque natural con un recubrimiento vegetal permanente y con un notable interés faunístico y botánico. 
Se han citado 69 taxones de plantas vasculares, repartidos en 62 géneros y 34 familias. Como especies destacables cabe citar Chamaerops humilis, Rubia balearica, Launaea cervicornis, Medicago citrina (introducida procedente de Cabrera), Limonium caprariense y Rubia angustifolia.
Está establecida una importante colonia de cría de pardela cenicienta Calonectris diomedea diomedea (194 parejas en 2001: Meritxell Guenovart-IMEDEA). Estado ambiental sin alteraciones físicas antrópicas.
Plan de Ordenación de los Recursos Naturales (PORN), aprobado por acuerdo del Consejo del Gobierno Balear del 26 de enero de 1995 (BOCAIB núm16, 07/02/1995).
Plan Rector de Uso y Gestión (PRUG), aprobado por Orden de la Consejería de 8 de junio de 2001 (BOCAIB núm. 73, de 19/06/2001).
Nivel de zonificación: Las áreas de reserva son aquellas áreas destinadas a la conservación de los valores naturales sin medidas activas de gestión, donde los trabajos se han de limitar a la gestión de la fauna y la flora silvestres. 

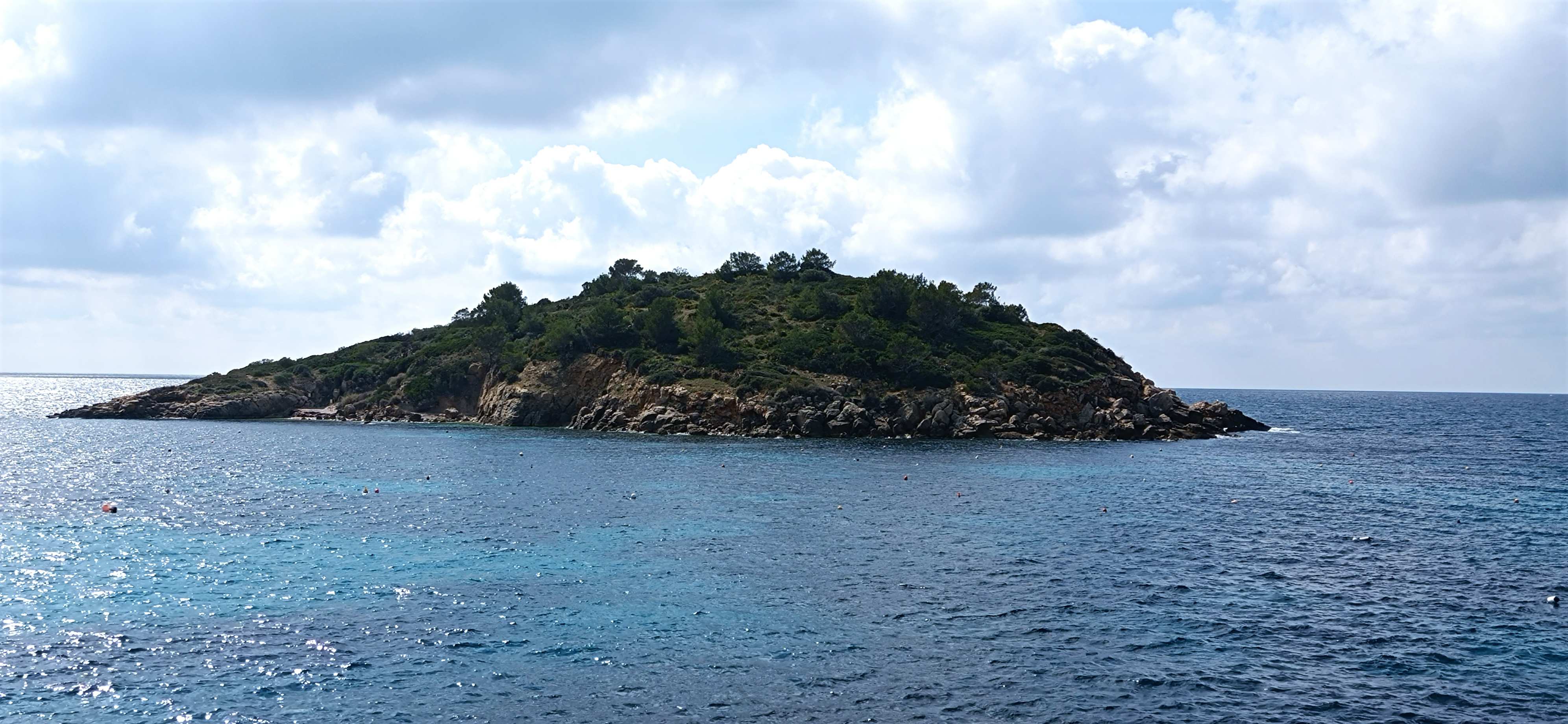
Isla Pantaleu

Pertenece al Ministerio de Defensa.